# Osmium(IV)-chlorid
Osmium(IV)-chlorid ist eine anorganische chemische Verbindung des Osmiums aus der Gruppe der Chloride. Sie wurde zuerst 1909 synthetisiert.

## Gewinnung und Darstellung
Osmium(IV)-chlorid kann auch durch Disproportionierung von Osmium(III)-chlorid bei 500 °C im Vakuum dargestellt werden.
{\displaystyle {\ce {2OsCl3 -> OsCl4 + OsCl2}}}
Ebenfalls möglich ist die Darstellung durch Reflux von Thionylchlorid mit Osmium(VIII)-oxid.
{\displaystyle {\ce {OsO4 + 4SOCl2 -> OsCl4 + 2Cl2 + 4SO2}}}
Die schwarze Hochtemperaturform kann durch Reaktion von Osmium(VIII)-oxid mit Tetrachlorkohlenstoff oder Osmium mit Thionylchlorid bei 460 °C.
{\displaystyle {\ce {OsO4 + 4CCl4 -> OsCl4 + 4COCl_2 + 2Cl2}}}
Auch durch Reaktion von Osmium mit Chlor bei etwa 700 °C kann die Hochtemperaturform gewonnen werden.
{\displaystyle {\ce {Os + 2Cl2 -> OsCl4}}}

## Eigenschaften
Osmium(IV)-chlorid ist ein roter bis brauner paramagnetischer Feststoff. Es löst sich in Wasser, Salzsäure und Ethanol mit gelber Farbe, zersetzt sich in Lösung jedoch rasch. Die Kristallstruktur besteht aus kantenverknüpften [OsCl2]Cl4/2 Oktaedern in linearer Anordnung. Es existiert auch eine schwarze Hochtemperaturform die in Chlor oder Vakuum zu gelben Dämpfen sublimiert die je nach Synthesemethode entsteht. Bei Temperaturen über 400 °C bildet sie mit Sauerstoff Osmiumoxidtetrachlorid OsOCl4. Die Hochtemperaturform besitzt eine orthorhombische Kristallstruktur mit der Raumgruppe Cmmm (Raumgruppen-Nr. 65), während die Normaltemperaturform eine kubische Kristallstruktur mit der Raumgruppe P4332 (Raumgruppen-Nr. 212) oder Raumgruppe P4132 (Raumgruppen-Nr. 213) besitzt.